# Kim Nam-gil
Kim Nam-gil (Hangul: 김남길) (n. 13 martie 1980), este un actor sud-coreean. Lee Han este numele cu care și-a început cariera, dar a decis până la urmă să revină la numele său real. A primit câteva premii pentru rolul lui Bidam în serialul Secretele de la palat în 2009. S-a înrolat în armată pe 15 iulie 2010 pentru 4 săptămâni de antrenament militar de bază și va servi țara în următorii 2 ani.

## Cariera
Kim Nam-gil a debutat în televiziune în 1998 cu un rol minor în drama "School 1" (în rolul lui Min-Soo). Cinci ani mai târziu reușește să intre la televiziunea MBC unde are câteva roluri secundare. Între timp, în 2005, decide să-și aleagă un nume de scena, "Lee Han", care sună mult mai exotic. În 2006, Nam-gil sau "Lee Han" acceptă primul său rol principal în controversatul, dar bine apreciatul de către critici, "No regret". Aici "Lee Han" joacă rolul unui homosexual pe nume Song Jae-min. Chiar dacă filmul a avut succes în rândul criticilor și al festivalurilor de film, Kim Nam-gil nu a reușit să câștige popularitate și să devină un star, în schimb acesta a acceptat roluri în drame televizate și filme comerciale.
În 2008 odată cu lansarea filmului "Public Enemy Returns", Kim Nam-gil renunță să mai folosească numele de scena "Lee Han" revenind la numele său la recomandarea regizorului Kang Woo-suk. Mai târziu Kim primește rolul principal în filmul comercial "Portrait of a Beauty", fiind pentru el primul film istoric în care a jucat. Experiența din "Portrait of a Beauty" îl aduce în atenția regizorilor dramei istorice "The Great Queen Seondeok", film transmis și în Romania sub denumirea de "Secretele de la palat".
Drama "The Great Queen Seondeok" i-a adus lui Kim Nam-gil prin prisma personajului Bi-Dam succesul garantat. Rating-ul foarte ridicat al filmului în Coreea de Sud și nu numai, dar și rolul impecabil jucat de acesta, Kim a urcat în topul preferințelor mai repede decât s-ar fi așteptat oricine. A fost votat cel mai sexy bărbat din Coreea de Sud de către femeile de acolo, a primit numeroase oferte pentru a participa la filmări de spoturi publicitare iar scenariile nu au încetat să apară.
Din data de 15 iunie 2010 a fost nevoit să renunțe la filmări din cauza serviciului militar obligatoriu din Coreea de Sud care va dura 2 ani. Se pare ca din această cauză serialul "Bad Guy" a trebuit scurtat cu 3 episoade.

## Filmografie

### Filme
- Lovers Vanished (2010)
- Portrait of a Beauty / Miindo (2008)
- Modern Boy (2008)
- Public Enemy Returns (2008)
- No Regret (2006)
- Low Life (2004)

### Seriale
- Rechinul / Nu privi inapoi: Legenda lui Orpheu Coreea de Sud 2013
- Bad Guy (TV series) (SBS, 2010)
- Queen Seon Duk (MBC, 2009)
- Lovers (SBS, 2006)
- Goodbye Solo (KBS2, 2006)
- My Name is Kim Sam Soon (MBC, 2005)
- Be Strong, Geum-soon! (MBC, 2005)

## Premii
- 2009 17th Korean Culture, Entertainment Award in the field of movie - Cel mai bun nou actor.
- 2009 Style icon Award - TV Award.
- 2009 MBC Drama Acting Awards - Male Excellence and Best Couple Award.

## Curiozități
A promovat cursurile liceului Han Yeong după care s-a înscris la facultatea Myeong Ji, specializarea Teatru și Film dar pe care nu a finalizat-o. Pasiunile sale sunt numeroase cum ar fi: cântatul la flaut, step-ul, ski-ul nautic și practicarea sportului național Taekwondo.